# Iłowiec (Rudki)
Iłowiec – część wsi Rudki w Polsce, położona w województwie zachodniopomorskim, w powiecie wałeckim, w gminie Wałcz.
W latach 1975–1998 Iłowiec administracyjnie należał do województwa pilskiego.

## Nazwa
Nazwa miejscowości wzmiankowana była m.in. w formach Fuhlbeck (1617), Fuhbeck (1789), Haugsdorf (1843), Wielboki, niem. Poln. Fuhlbeck, dok. Fulbek, Fauelbeke, Wulbeck, Fuehlbeck (1893), Iłowiec – Haugsdorf (Poln. Fuhlbeck) (1951). Nazwa osady została ponowiona od nazwy pobliskiej strugi Fuhlbeck, obecnie Świerczyniec albo Zgniły Zdrój, która odnotowywana była w źródłach w zapisach Phalbecke (1251 – data z XV-wiecznego falsyfikatu), Holebeke (1338). Hydronim ten wywodzi się od niemieckich wyrazów faul (średnio-dolno-niemieckie vūl) „zgniły, cuchnący” oraz -bach (średnio-dolno-niemieckie beke) „rzeka”. Do języka polskiego nazwa miejscowości została przejęta w formie Wielboki. Z czasem do formy niemieckiej dodany został człon Polnisch „polski” dla odróżnienia od miejscowości Deutsch Fuhlbeck (od położenia na terenie Nowej Marchii), znajdującej się ok. 4,5 km na zachód, obecnie Wielboki. Oboczną nazwą wsi była nazwa Haugsdorf utworzona w XIX wieku od nazwiska właściciela Eduarda Grabsa von Hausdorfa. Polska nazwa Iłowiec została ustalona po II wojnie światowej.
W czasie walk o Iłowiec w 1945 roku, poległ między innymi por. Józef Balwiński, żołnierz ludowego Wojska Polskiego.